# علی‌اکبر ناطق نوری
علی‌اکبر جمشیدی معروف به علی‌اکبر ناطق نوری (زاده ۱۴ مهر ۱۳۲۳) روحانی و سیاستمدار ایرانی است، که از خرداد ماه ۱۳۷۹ به عنوان مشاور رهبر جمهوری اسلامی ایران فعالیت می کند و از ۱۳۶۰ تا ۱۳۶۴ وزیر کشور بود و در فاصله سالهای ۱۳۷۱ تا ۱۳۷۹ در ادوار چهارم و پنجم، ریاست مجلس شورای اسلامی را برعهده داشت. وی از ۱۷ دی سال ۱۳۶۸ تا سال ۱۳۹۶ رئیس دفتر بازرسی دفتر رهبر جمهوری اسلامی ایران بود.
ناطق نوری در انتخابات دور هفتم ریاست جمهوری کاندیدای جناح محافظه‌کار (شامل جامعه روحانیت مبارز و تشکل‌های همسو و جامعه مدرسین حوزه علمیه قم) بود، ولی با به دست آوردن حدود ۷ میلیون رأی و ۲۴٪ کل آرا در برابر ۶۹٪ سید محمد خاتمی شکست خورد.

## زندگی
ناطق‌نوری فرزند ابوالقاسم ناطق نوری بود. وی در ۱۰ سالگی به تهران آمد و در سال ۱۳۴۰ با خمینی آشنا شد و به صف مخالفان حکومت وقت پیوست. او چندین بار به زندان رفت و ممنوع المنبر شد. ناطق دارای تحصیلات حوزوی تا مقطع خارج فقه و اصول است. وی همچنین در رشته الهیات گرایش فلسفه و حکمت اسلامی از دانشگاه تهران لیسانس گرفته‌است. از استادان او می‌توان به سید روح‌الله خمینی، مرتضی مطهری، احمد مجتهدی تهرانی و فلسفی اشاره کرد.

## خانواده
ناطق نوری دارای ۸ فرزند است که ۲ پسر به نام‌های مصطفی ناطق‌نوری و مجتبی ناطق‌نوری معروف‌ترین آن‌ها هستند. همچنین او داماد سید هاشم رسولی محلاتی مؤلف و نماینده روح‌الله خمینی و سید علی خامنه‌ای است. برادرش احمد ناطق نوری نماینده نور و محمودآباد در هفت دوره مجلس شورای اسلامی است که از سوی جمهوری اسلامی «پدر مجلس شورای اسلامی»، نام گرفته و همچنین رئیس فدراسیون بوکس از بدو تشکیل تا تیرماه ۱۳۹۶ بوده‌است.
عباس احمدآخوندی، وزیر سابق راه و شهرسازی و سید محمدعلی شهیدی محلاتی، معاون پیشین رئیس‌جمهور و رئیس بنیاد شهید و امور ایثارگران در دولت یازدهم و دولت دوازدهم، باجناقهای وی هستند.

## اتهام فساد مالی
علی‌اکبر ناطق نوری به همراه دست‌کم ۵۰ تن از مقامات ارشد و روحانیان با نفوذ جمهوری اسلامی توسط عباس پالیزدار در سخنرانی‌هایی در ۱۴ اردیبهشت و ۷ خرداد ۱۳۸۷ به «فساد اقتصادی»، «رانت خواری» متهم شدند.

### انتقاد صادق لاریجانی از اشرافی‌گری ناطق‌نوری
صادق لاریجانی و ناطق نوری که سال‌های زیادی در مجمع تشخیص مصلحت بودند، بارها نسبت به یکدیگر افشاگری داشتند. در یکی از گفتگوها، صادق لاریجانی از اشرافی‌گری ناطق نوری انتقاد می‌کند و می‌گوید:
«یک آقای بزرگواری استدلال کرده که من (ناطق نوری) در دفتر کارم بودم و یک فرد آمده و گفته من هیچ توقعی ندارم جز اینکه در دادگستری به پرونده من عادلانه رسیدگی شود؛ و این آقا (ناطق نوری) گفته که چرا باید اینگونه باشد که تن مردم بلرزد. پس از گذشت ۳۷ سال کسانی که زبان انتقاد باز کرده‌اند، خودشان در این کشور مسئول بوده‌اند و حالا یک دفعه نقش عوض کرده‌اند و اپوزیسیون شده‌اند، برخی از این‌ها خودشان اشرافی‌گری را در کشور راه انداختند؛ اما یادشان رفته است، یک نگاه به خودشان و آقازاده‌ها و اطرافشان بیندازند و به سرمایه‌های مفسدی که با آنها روابطی دارند نگاه کنند. آن وقت مشخص می‌شود که مشکل از کجاست.»

## فعالیت‌های بین‌المللی
ناطق‌نوری در سال ۱۳۷۷ با ابتکار خود، بین المجالس کشورهای اسلامی را تأسیس کرد و هم‌اکنون ریاست اتحادیه بین المجالس را بر عهده دارد و هر دو سال یکبار به همراه رئیس مجلس به این اجلاس می‌رود و از سخنرانان اصلی این اجلاس به حساب می‌آید.
او در سطح سران سه قوه جمهوری اسلامی ایران اولین کسی بود که به اروپا سفر کرد. با توجه به اختلافات مختلف جمهوری اسلامی با اتحادیه اروپا، ارتباط او به قوت خود باقی ماند و حتی با بعضی از سران آن‌ها مانند استپان مسیچ رئیس وقت مجلس کرواسی که بعداً رئیس‌جمهور کرواسی شد، لوچانو ویولانته رئیس مجلس نمایندگان ایتالیا و هاینتس فیشر رئیس وقت مجلس اتریش که او هم بعداً رئیس‌جمهور شد، ارتباط نزدیکی داشت. بستن قرار دادهای مختلف نظامی با اوکراین و روسیه در زمان بوریس یلتسین و حل مناقشه کروات‌ها با مسلمانان بوسنی از دیگر اقدامات وی بود.

## دوره دوم مجلس شورای اسلامی

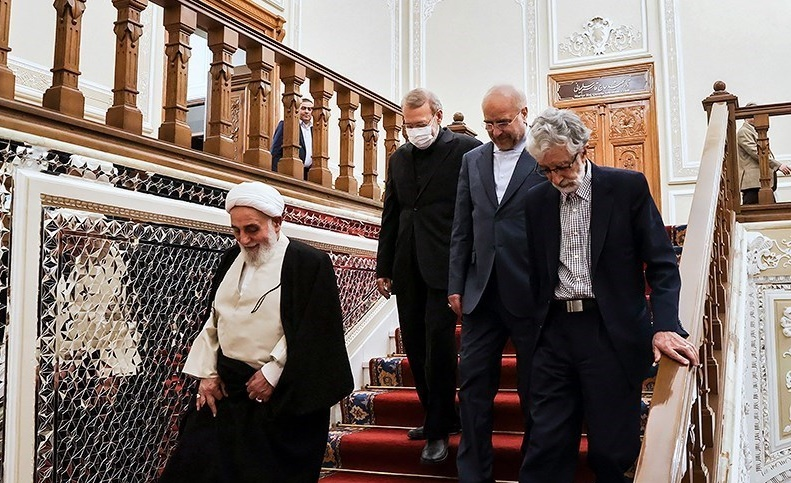
محمدباقر قالیباف در افطار رمضان ۱۴۰۲ هنگام میزبانی رؤسای پیشین مجلس ناطق نوری، حداد عادل و علی لاریجانی

در انتخابات دوره دوم مجلس شورای اسلامی، ناطق‌نوری، وزیر کشور بود. در این انتخابات که ۱۵۸۶ نفر آمادگی خود را برای کاندیداتوری اعلام کردند، صلاحیت ۱۲۷۵ نفر از داوطلبان توسط هیئت‌های اجرایی و شورای نگهبان تأیید شد. رد صلاحیت یکی از نامزدهای این انتخابات از سوی شورای نگهبان، منجر به شورش می‌شود. به دنبال این شورش، وزیر کشور وقت دستور می‌دهد کسی که با نظر شورای نگهبان مخالفت کرده و در کشور نیز شورش به پا کرده‌است را زندانی کنید. ناطق نوری در کتاب خاطراتش که توسط مرکز اسناد انقلاب اسلامی به چاپ رسیده‌است، در اینباره می‌گوید:
در انتخابات مجلس دوم شورای اسلامی، آقای «سید محمدعلی زابلی» از سیستان را شورای نگهبان ردصلاحیت کرده بود. ایشان روحانی بود و خیلی هم قیافهٔ علمایی داشت. برخی از سیستانی‌ها هم شورش کرده و دفتر امام جمعه را آتش زدند و سپس به طرف استاندارای حرکت کرده بودند که آنجا را تصرف کنند. آقای سید «احمد نصری» که استاندار آنجا بود، تلفن زد و گفت: «حاج آقا، دارند به طرف استانداری می‌آیند ما چه کار کنیم؟» گفتم: «کوتاه نیایید، برخورد کنید.» جمعه ظهر بود به آقای آخوندی که برای تشکیل شورای تأمین ویژه به ارومیه رفته بود، گفتم مستقیماً از همان‌جا به زاهدان برود. اتفاقاً در آن جمعه آقای شمخانی هم حضور داشتند، لذا این دو نفر به اتفاق، به زاهدان پرواز کردند و جمعه بعد از ظهر کنترل اوضاع را در اختیار گرفتند و آقای فلاحیان نیز روز بعد به آنها پیوست سپس آقای فلاحیان و آخوندی و شمخانی را با نیرو و امکانات و اختیارات به آنجا فرستادم. فردا آقای زابلی را قانع کردند که به استانداری برود. آقای آخوندی زنگ زد و گفت «آقای زابلی اینجاست، چه کار کنیم؟» گفتم: «به ایشان احترام بگذارید، اما عمامهٔ ایشان را بردارید و چشمهایش را ببندید و او را به زندان بیندازید.» آقای آخوندی گفت: «این کارهزینهٔ بالایی دارد.» گفتم: «همین که دستور می‌دهم عمل کنید.»

## انتخابات ریاست‌جمهوری ۱۳۷۶
ناطق‌نوری در سال ۱۳۷۶ برای تصدی ریاست دولت هفتم اعلام کاندیداتوری کرد رقیب اصلی او در این انتخابات سید محمد خاتمی وزیر پیشین فرهنگ و ارشاد و رئیس وقت کتابخانه ملی ایران بود. محمد محمدی ری شهری وزیر پیشین اطلاعات و سید رضا زواره‌ای هم نامزد انتخابات بودند.
روزنامه ابرار در همان سال به نقل از محمدرضا مهدوی کنی نوشت: گمان می‌کنم نظر رهبری، به آقای ناطق‌نوری است؛ که این نقل قول واکنش‌هایی در داخل ایران داشت.
فردای روز انتخابات نتایج اولیه برخلاف تصور همگان از پیروزی قاطع سید محمد خاتمی حکایت می‌کرد. نتایج نهایی ساعت ۱۴ روز شنبه سوم خرداد در حالی از سوی ستاد انتخابات وزارت کشور اعلام شد که علی‌اکبر ناطق‌نوری رقیب اصلی خاتمی ساعتی پیش از آن در پیامی پیروزی خاتمی را در انتخابات تبریک گفته بود. هر چند گفته می‌شود رهبر نظام با پیروزی ناطق‌نوری موافق بود اما نتایج انتخابات بر اساس رای مردم به شرح زیر اعلام شد:
- سید محمد خاتمی ۲۰۰۷۸۱۷۸ رأی (۶۹٪)
- علی‌اکبر ناطق‌نوری ۷۲۴۲۸۵۹ رأی (۲۴٪)
- رضا زواره‌ای ۷۷۱۴۶۰ رأی
- محمد محمدی ری‌شهری ۶۷۸۳۱ رأی

این نتایج از میان ۲۹ میلیون و ۷۶ هزار و هفتاد رأی مأخوذه به‌دست آمد. تعداد آرای باطله هم ۲۴۰ هزار و ۹۶۶ رأی اعلام شد. همچنین ستاد انتخابات وزارت کشور اعلام کرد از مجموع ۶۷۸۳۱ رأی ماخوذه توسط نمایندگی‌های ایران در خارج از کشور، سید محمد خاتمی ۵۰۳۴۲ رأی را به دست آورده‌است.

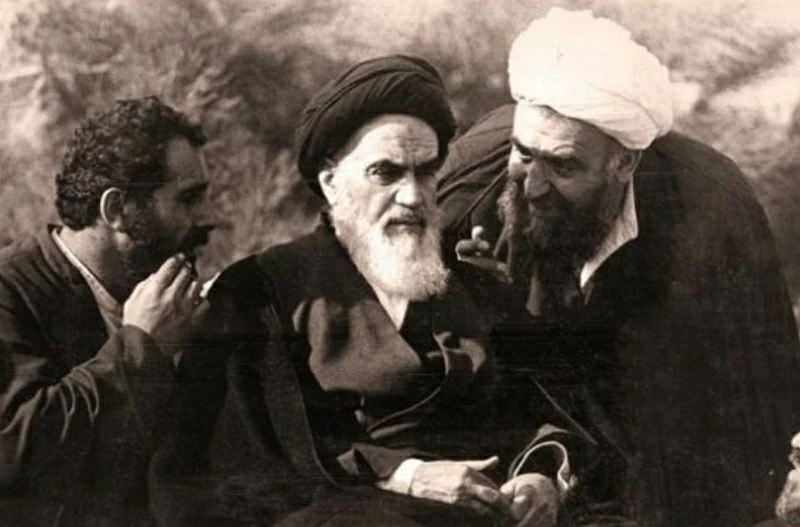
ناطق نوری به همراه آیت الله خمینی در ۱۲ بهمن ۱۳۵۷

علیرضا زاکانی در مناظره ای با مصطفی تاجزاده مدعی شد «در انتخابات سال ۷۶، آقایان ناطق نوری و لاریجانی به دنبال ابطال انتخابات بودند.»
از همین جهت روح‌الله جمعه‌ای مشاور عالی‌رتبه وزیر کشور و از نزدیکان ناطق نوری در حساب توئیترش نوشت: «برخلاف گفته‌های بی‌پایه و نادرست، ناطق نوری در انتخابات ۷۶ با تبریک قبل از پایان شمارش آرا به رقیب خود، پایه‌های مردم‌سالاری دینی و احترام به حق‌الناس را در تاریخ جمهوری اسلامی ایران نهادینه و تحکیم کرد. شاید درخواست ابطال انتخابات ۷۶ خواست و میل طراحان این ادعای دروغین بوده‌است.»

## شهردار شدن احمدی‌نژاد توسط ناطق‌نوری
در سال ۱۳۸۲ محمود احمدی‌نژاد علی‌رغم رد صلاحیتش در وزارت اطلاعات شهردار تهران شد. اولین‌بار مهدی کروبی در مناظره خود با احمدی‌نژاد ضمن دفاع از ناطق‌نوری او را عامل اصلی شهرداری احمدی‌نژاد دانست و گفته که آقای ناطق طی تماس تلفنی با آقای یونسی وزیر وقت اطلاعات ضمن ابراز ناراحتی از رد صلاحیت احمدی‌نژاد خواستار تأیید احمدی‌نژاد شده که بعد از سفارش ناطق‌نوری این کار صورت پذیرفته‌است. بعد از آن نیز چندین خبرگزاری دیگر از نقش ناطق‌نوری در مطرح شدن نام احمدی‌نژاد پرده برداشتند.
محمدرضا باهنر نایب رئیس مجلس ایران هم نیز در مصاحبه‌ای گفت: «احمدی‌نژاد در ستاد انتخاباتی آقای ناطق‌نوری در سال ۱۳۷۶ معاون من بود.» همچنین علی عسگری معاون پارلمانی مجمع تشخیص مصلحت نظام در گفتگویی گفت: ناطق، احمدی‌نژاد را سیاستمدار کرد.

## انتخابات ریاست جمهوری ۱۳۸۸
ناطق‌نوری در انتخابات ریاست جمهوری ۱۳۸۸ از نامزدی میرحسین موسوی حمایت کرد. مصطفی ناطق‌نوری پسر وی پس از آنکه در مناظره تلویزیونی احمدی‌نژاد با موسوی، از سوی احمدی‌نژاد به فساد اقتصادی متهم شد، فردای آن روز در طی نامه‌ای به موسوی ضمن تجلیل از او اتهام محمود احمدی‌نژاد را بی اساس خواند و برای موسوی آرزوی پیروزی کرد. احمدی‌نژاد در میانه مناظره با میرحسین موسوی نام فرزندان ناطق نوری را در کنار نام فرزندان هاشمی رفسنجانی قرار داد و پرسید: "چه می‌کنند؟".
ناطق‌نوری در سال ۱۳۸۷ از سوی سعید حجاریان گزینه‌ای مناسب برای رقابت با احمدی نژاد در انتخابات دولت دهم معرفی شد.

## انتقاد از رواج خرافه
ناطق‌نوری از دادن نسبت‌های نامانوس و ماورایی به رهبر ایران انتقاد کرده‌است. او هم چنین از نسبت‌هایی که به محمدتقی بهجت فومنی داده می‌شود انتقاد کرد و گفت «امروزه ائمه در کنار مردم نیستند ولی ببینید دربارهٔ بعضی از علما چقدر غلو می‌کنند؛ مثلاً یک روحانی یا منبری در یک سخنرانی حرف‌هایی می‌زند دربارهٔ یک آقایی که از دنیا رفته و نمی‌شود راست و دروغ آن حرف‌ها را از او پرسید. بعضی چنان کشف و کراماتی برای این‌ها قائل می‌شوند که نه با عقل جور در می‌آید نه با شرع.» در پی این صحبت‌ها و در حین سخنرانی او در حرم علی بن موسی‌الرضا به مناسبت شب قدر عده‌ای اخلال کردند.

## حمایت از حسن روحانی در انتخابات ریاست جمهوری
ناطق‌نوری به همراه علی‌اکبر هاشمی رفسنجانی، سید محمد خاتمی و سید حسن خمینی از چهار عضو اصلی ائتلاف اصلاح طلبان و اعتدال‌گرایان بود که نهایتاً در روز ۲۱ خرداد ۱۳۹۲، حسن روحانی را به عنوان کاندیدای نهایی این ائتلاف معرفی کردند و ضمن تشکر از کناره‌گیری محمدرضا عارف، به حمایت از حسن روحانی پرداختند.
اکبر هاشمی رفسنجانی در مصاحبه‌ای گفته بود نظر من برای انتخابات یازدهم آقای ناطق‌نوری بود اما ایشان نپذیرفت و حسن روحانی را پیشنهاد کرد و سپس من به همراه ایشان تصمیم گرفتیم به‌طور مشترک به روحانی پیشنهاد کاندیداتوری بدهیم بی شک نقش علی‌اکبر ناطق‌نوری در رسیدن حسن روحانی به مقام ریاست‌جمهوری بی بدیل است.
ناطق‌نوری دوباره از حسن روحانی برای ریاست جمهوری در انتخابات ۱۳۹۶ حمایت کرد و وی را اصلح خواند.

## استعفا از دفتر رهبری
ناطق نوری در ۲۸ اردیبهشت ماه ۱۳۹۶ به گفته خودش به دلیل حمایت از حسن روحانی از ریاست بازرسی دفتر رهبری استعفا کرد.

## پرونده اکبر طبری
در ۵ تیر ۱۳۹۹، حمید رسایی، از اصول‌گرایان عضو جبهه پایداری، با انتشار رشته توئیتی اتهاماتی را علیه علی‌اکبر ناطق نوری مطرح کرد و گفت که او، علی محمد بشارتی، وزیر کشور در دولت دوم هاشمی رفسنجانی، را با «اصرار» خود واداشت تا اکبر طبری را «بدون نیاز به استعلامات رایج از مراکز امنیتی» به «فرمانداری شهرستان نور» منصوب کند. در ادامه او ادعاهایی را دربارهٔ منابع مالی وی برای ساخت «حوزه علمیه امام حسن مجتبی در لواسان و ارتباطش با طبری» مطرح کرده‌است و نوشته که لازم است این «روابط» بررسی شود.
رئیس دفتر ناطق نوری با اعلام طرح شکایت از او و رد همه اتهامات، در توضیحات خود عنوان کرد که اکبر طبری «اساساً هیچگاه فرماندار شهرستان نور نبوده‌است» و اکبر طبری «مطلقاً و در هیچ دوره‌ای نه آشنایی شخصی، نه ارتباط کاری و سازمانی، چه به صورت مستقیم یا غیر مستقیم با حوزه علمیه، دفتر ناطق نوری یا شخص او نداشته‌است» اکبر طبری  اولین فرماندار شهرستان محمودآباد بوده است.

## شایعه سکته مغزی
برخی رسانه‌ها خبر مرگ ناطق نوری به دلیل سکته مغزی را منتشر کرده بودند. رئیس دفتر وی خبر را تکذیب کرد. در همین زمینه روح‌الله جمعه‌ای مشاور وزیر کشور و از نزدیکان ناطق نوری از صحت سلامتی وی خبر داد.